# Paolo Guerrero
José Paolo Guerrero Gonzales (ur. 1 stycznia 1984 w Limie) – peruwiański piłkarz, występujący na pozycji napastnika w peruwiańskim klubie Universidad César Vallejo oraz w reprezentacji Peru.

## Kariera klubowa
Jest wychowankiem Alianza Lima. W 2002 podpisał kontrakt z Bayernem. Dobra postawa w drugiej drużynie Bawarczyków zaowocowała powołaniem do pierwszego zespołu, skąd następnie w 2006 trafił do Hamburger SV. Przez sześć sezonów w Hamburgu Guerrero był jednym z podstawowych zawodników drużyny, notując 134 występy ligowe i zdobywając w nich 37 bramek. W kwietniu 2010 roku został ukarany przez klub rekordową karą za rzucenie bidonem w twarz kibica na trybunach. W lipcu 2012 Guerrero został zawodnikiem Corinthians. W grudniu tego samego roku zdobył dwie bramki w meczach Klubowych Mistrzostw Świata, dzięki czemu jego klub zwyciężył w tym turnieju. W 2013 roku Corinthians zdobył Recopa Sudamericana. W 2015 roku wygasł jego kontrakt i został wolnym zawodnikiem. Po zakończeniu Copa América 2015 Guerrero został piłkarzem CR Flamengo, a w sierpniu 2018 zawodnikiem SC Internacional.

## Kariera reprezentacyjna
Pierwszym seniorskim turniejem międzynarodowym, w którym Guerrero zagrał w reprezentacji, było Copa América 2007. Peru doszło wtedy do ćwierćfinału, przegrywając w nim z Argentyną 0:4. Guerrero grał we wszystkich meczach zdobywając jedną bramkę, przeciwko Urugwajowi. Na Copa América 2011 Peru niespodziewanie zajęło 3. miejsce, pokonując inną sensację turnieju – Wenezuelę – 4:1. Paolo Guerrero strzelił w tym meczu 3 gole (hat-trick), zaś w całym turnieju zdobył w sumie 5 bramek, co uczyniło go królem strzelców tej edycji Copa América. W 2015 zagrał po raz trzeci na Copa América, gdzie Peru zajęło po raz drugi z rzędu trzecie miejsce. Guerrero tymczasem znów został najlepszym strzelcem turnieju zdobywając 4 bramki (3 gole w ćwierćfinale przeciwko Boliwii i 1 gol w meczu o trzecie miejsce z Paragwajem). Rok później podczas Copa América Centenario został najlepszym strzelcem w historii reprezentacji Peru, po tym jak zdobył zwycięską bramkę w meczu przeciwko Haiti. W 2018 roku po zawiłościach prawnych związanych z podejrzeniem o stosowanie dopingu zadebiutował na Mistrzostwach Świata. W ostatnim meczu grupowym przeciwko Australii zdobył bramkę ustalającą wynik meczu na 2-0 dla Peru.

### Afera dopingowa
Podczas eliminacji do Mistrzostw Świata w Rosji wystąpił aż w 17 spotkaniach, zdobywając 5 bramek i przyczyniając się do zakwalifikowania się reprezentacji Peru do baraży o udział w Mistrzostwach Świata. 3 listopada 2017 roku ogłoszono, że Guerrero nie przeszedł testów dopingowych po meczu z Argentyną i nałożono na niego 30-dniową dyskwalifikację, która wykluczyła go z udziału w meczach barażowych przeciwko Nowej Zelandii. Peru zwyciężyło w dwumeczu, kwalifikując się po raz pierwszy od 1982 roku do Mistrzostw Świata. 
8 grudnia 2017 roku Guerrero został zawieszony przez FIFA na rok od momentu pierwszego zawieszenia, co oznaczało, że do gry będzie mógł powrócić dopiero 3 listopada 2018 roku, a więc po zakończeniu Mistrzostw Świata. Po złożeniu odwołania przez zawodnika Trybunał Arbitrażowy FIFA skrócił zawodnikowi karę do 6 miesięcy, uznając poprzednią karę za zbyt rygorystyczną. 14 maja 2018 Sportowy Sąd Arbitrażowy uznał odwołanie Światowej Agencji Antydopingowej i wydłużył zawieszenie do 14 miesięcy. 30 maja 2018 roku Szwajcarski Federalny Sąd Najwyższy zawiesił wykonanie kary, dzięki czemu mógł wystąpić na Mistrzostwach Świata. W sierpniu 2018 roku kara została przywrócona, przez co Guerrero został zawieszony do kwietnia 2019 roku.

## Sukcesy

### Reprezentacyjne
- 3. miejsce Copa América: 2011, 2015

### Indywidualne
- Król strzelców Copa América: 2011 (5 goli), 2015 (4 gole)[a]

### Rekordy
- Najskuteczniejszy zawodnik w historii reprezentacji Peru: 39 goli